# Tsjechië op de Olympische Winterspelen 2010

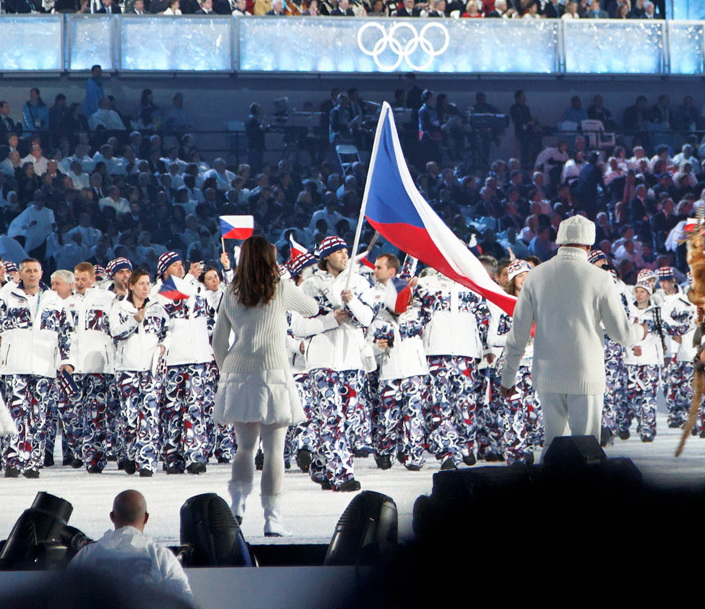
Het Tsjechische team bij de opening

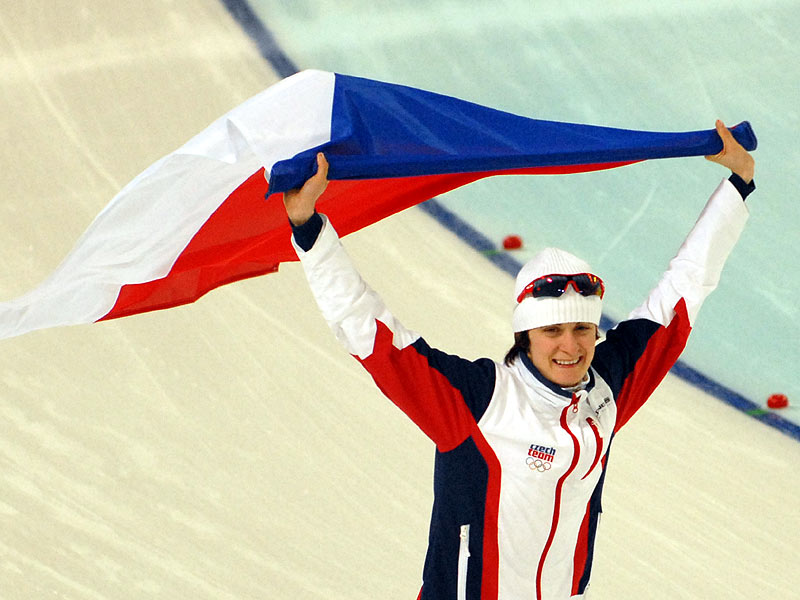
Sáblíková viert haar titel op de 3.000 m

Tijdens de Olympische Winterspelen van 2010, die in Vancouver (Canada) werden gehouden, nam Tsjechië voor de vijfde keer deel aan de Winterspelen.

## Medailleoverzicht
| Sport       | Olympiër                                         | Discipline            | Medaille |
| ----------- | ------------------------------------------------ | --------------------- | -------- |
| Schaatsen   | Martina Sáblíková                                | 3000 m (v)            | Goud     |
| Schaatsen   | Martina Sáblíková                                | 5000 m (v)            | Goud     |
| Alpineskiën | Šárka Záhrobská                                  | slalom (v)            | Brons    |
| Langlaufen  | Lukáš Bauer                                      | 15 km vrije stijl (m) | Brons    |
| Langlaufen  | Martin Jakš Lukáš Bauer Jiří Magál Martin Koukal | 4× 10 km (m)          | Brons    |
| Schaatsen   | Martina Sáblíková                                | 1500 m (v)            | Brons    |

## Deelnemers en resultaten

### Alpineskiën
| Olympiër          | Discipline          | Resultaat | Prestatie                         |
| ----------------- | ------------------- | --------- | --------------------------------- |
| Ondřej Bank       | Afdaling (m)        | 30e       | 1.56,66 (+2,35)                   |
| Ondřej Bank       | Reuzenslalom (m)    | 17e       | 2.39,64 (+1,81) — 1.18,39+1.21,25 |
| Ondřej Bank       | Slalom (m)          | 11e       | 1.40,81 (+1,49) — 48,69+52,12     |
| Ondřej Bank       | Supercombinatie (m) | 7e        | 2.46,19 (+1,27) — 1.55,17+51,02   |
| Kryštof Krýzl     | Afdaling (m)        | 40e       | 1.58,43 (+4,12)                   |
| Kryštof Krýzl     | Reuzenslalom (m)    | 23e       | 2.40,73 (+2,90) — 1.18,57+1.22,16 |
| Kryštof Krýzl     | Slalom (m)          | DSQ       | DSQ-1                             |
| Kryštof Krýzl     | Supercombinatie (m) | 17e       | 2.48,31 (+3,39) — 1.56,06+52,25   |
| Filip Trejbal     | Afdaling (m)        | 57e       | 2.02,57 (+8,26)                   |
| Filip Trejbal     | Reuzenslalom (m)    | 39e       | 2.45,41 (+7,58) — 1.21,74+1.23,67 |
| Filip Trejbal     | Slalom (m)          | DNF       | DNF-1                             |
| Filip Trejbal     | Supercombinatie (m) | 28e       | 2.50,85 (+5,93) — 1.58,62+52,23   |
| Martin Vráblík    | Reuzenslalom (m)    | DNF       | DNF-1                             |
| Martin Vráblík    | Slalom (m)          | DNF       | DNF-1                             |
| Martin Vráblík    | Supercombinatie (m) | 31e       | 2.52,46 (+7,54) — 1.58,54+53,92   |
| Martin Vráblík    | Super G (m)         | DSQ       | DSQ                               |
| Petr Záhrobský    | Afdaling (m)        | 36e       | 1.57,44 (+3,13)                   |
| Petr Záhrobský    | Super G (m)         | 34e       | 1.33,83 (+3,49)                   |
|                   |                     |           |                                   |
| Šárka Záhrobská   | Afdaling (v)        | 27e       | 1.50,68 (+6,49)                   |
| Šárka Záhrobská   | Reuzenslalom (v)    | DNS       | 1.18,06+DNS                       |
| Šárka Záhrobská   | Slalom (v)          | Brons     | 1.43,90 (+1,01) — 51,15+52,75     |
| Šárka Záhrobská   | Supercombinatie (v) | 7e        | 2.11,02 (+1,88) — 1.27,33+43,69   |
| Klára Křížová     | Afdaling (v)        | 37e       | 2.09,27 (+25,08)                  |
| Klára Křížová     | Super-G (v)         | DNF       | DNF                               |
| Petra Zakouřilová | Reuzenslalom (v)    | DNF       | DNF-1                             |
| Petra Zakouřilová | Slalom (v)          | DNF       | DNF-1                             |

### Biatlon
| Olympiër                                                             | Discipline                | Resultaat | Prestatie |
| -------------------------------------------------------------------- | ------------------------- | --------- | --- |
| Roman Dostál                                                         | 20 km individueel (m)     | 35e       | 52.51,4 (+4.28,9) pen.: 3 (0 + 2 + 0 + 1)                                                                     |
| Ondřej Moravec                                                       | 10 km sprint (m)          | 67e       | 27.39,8 (+3.32,0) pen.: 3 (2 + 1)                                                                             |
| Michal Šlesingr                                                      | 10 km sprint (m)          | 18e       | 25.50,9 (+1.43,1) pen.: 1 (0 + 1)                                                                             |
| Michal Šlesingr                                                      | 12,5 km achtervolging (m) | 29e       | 35.58,8 (+2.20,4) pen.: 3 (0 + 0 + 1 + 2)                                                                     |
| Michal Šlesingr                                                      | 20 km individueel (m)     | 17e       | 51.04,8 (+2.42,3) pen.: 2 (0 + 0 + 1 + 1)                                                                     |
| Michal Šlesingr                                                      | 15 km massastart (m)      | 16e       | 36.35,6 (+0.59,9) pen.: 2 (1 + 1 + 0 + 0)                                                                     |
| Jaroslav Soukup                                                      | 10 km sprint (m)          | 52e       | 27.10,4 (+3.02,6) pen.: 2 (1 + 1)                                                                             |
| Jaroslav Soukup                                                      | 12,5 km achtervolging (m) | 51e       | 38.04,9 (+4.26,5) pen.: 4 (1 + 1 + 1 + 1)                                                                     |
| Jaroslav Soukup                                                      | 20 km individueel (m)     | 30e       | 52.35,2 (+4.12,7) pen.: 3 (0 + 2 + 1 + 0)                                                                     |
| Zdeněk Vítek                                                         | 10 km sprint (m)          | 28e       | 26.13,7 (+2.05,9) pen.: 1 (0 + 1)                                                                             |
| Zdeněk Vítek                                                         | 12,5 km achtervolging (m) | 38e       | 36.45,1 (+3.06,7) pen.: 5 (1 + 1 + 1 + 2)                                                                     |
| Zdeněk Vítek                                                         | 20 km individueel (m)     | 67e       | 55.41,2 (+7.18,7) pen.: 6 (2 + 1 + 1 + 2)                                                                     |
| Jaroslav Soukup Zdeněk Vítek Roman Dostál Michal Šlesingr            | 4×7,5 km estafette (m)    | 7e        | 1:23.55,2 (+2.17,1) pen.: 0 (0+3 0+6) 20.13,5 (0+0 0+1) 20.36,8 (0+1 0+1) 21.45,7 (0+2 0+2) 21.19,2 (0+0 0+2) |
|                                                                      |                           |           | |
| Magda Rezlerová                                                      | 7,5 km sprint (v)         | 19e       | 20.51,0 (+0.55,4) pen.: 0 (0 + 0)                                                                             |
| Magda Rezlerová                                                      | 10 km achtervolging (v)   | 32e       | 33.46,9 (+3.30,9) pen.: 5 (0 + 0 + 1 + 4)                                                                     |
| Magda Rezlerová                                                      | 15 km individueel (v)     | 64e       | 47.13,1 (+6.20,3) pen.: 0 (0 + 3 + 1 + 1)                                                                     |
| Gabriela Soukalová                                                   | 15 km individueel (v)     | 60e       | 46.49,8 (+5.57,0) pen.: 2 (1 + 0 + 0 + 1)                                                                     |
| Zdeňka Vejnarová                                                     | 7,5 km sprint (v)         | 60e       | 22.28,5 (+2.32,9) pen.: 2 (1 + 1)                                                                             |
| Zdeňka Vejnarová                                                     | 10 km achtervolging (v)   | 55e       | 37.30,6 (+7.14,6) pen.: 6 (1 + 1 + 3 + 1)                                                                     |
| Zdeňka Vejnarová                                                     | 15 km individueel (v)     | 55e       | 46.38,0 (+5.45,2) pen.: 4 (2 + 1 + 1 + 0)                                                                     |
| Veronika Vítková                                                     | 7,5 km sprint (v)         | 24e       | 21.10,9 (+1.15,3) pen.: 0 (0 + 0)                                                                             |
| Veronika Vítková                                                     | 10 km achtervolging (v)   | 37e       | 34.02,5 (+3.46,5) pen.: 3 (1 + 0 + 1 + 1)                                                                     |
| Veronika Vítková                                                     | 15 km individueel (v)     | 68e       | 47.33,4 (+6.40,6) pen.: 4 (0 + 2 + 1 + 1)                                                                     |
| Veronika Zvařičová                                                   | 7,5 km sprint (v)         | 71e       | 22.52,9 (+2.57,3) pen.: 0 (0 + 2)                                                                             |
| Veronika Vítková Magda Rezlerova Gabriela Soukalová Zdenka Vejnarova | 4×6 km estafette (v)      | 16e       | 1:14.37,5 (+5.01,2) pen.:3 (2+4 1+6) 17.51,1 (0+1 0+1) 18.25,9 (0+0 1+3) 18.23,7 (0+0 0+1) 19.56,8 (2+3 0+1)  |

### Bobsleeën
| Olympiër                                              | Discipline      | Resultaat | Prestatie                               |
| ----------------------------------------------------- | --------------- | --------- | --------------------------------------- |
| Ivo Danilevic Jan Stoklaska                           | tweemansbob (m) | 13e       | 3.30,28 (52,73 / 52,59 / 52,52 / 52,44) |
| Ivo Danilevic Jan Kobián Jan Stoklaska Dominik Suchý  | viermansbob (m) | 12e       | 3.26,98 (51,54 / 51,72 / 51,76 /51,96)  |
| Jan Vrba Martin Bohmann Ondřej Kozlovský Miloš Veselý | viermansbob (m) | 16e       | 3.29,13 (52,00 / 52,09 / 52,34 / 52,61) |

### Freestylskiën
| Olympiër          | Discipline    | Resultaat | Prestatie                                                                      |
| ----------------- | ------------- | --------- | ------------------------------------------------------------------------------ |
| Lukas Vaculik     | moguls (m)    | 26e       | kwalificatie: 26e - uitgeschakeld: 21.78 ptn                                   |
| Tomáš Kraus       | ski cross (m) | 11e       | kwalificatie: 11e (1.13,75) achtste finale: 1e kwartfinale: 3e - uitgeschakeld |
| Zdeněk Šafář      | ski cross (m) | 33e       | kwalificatie: 33e (dnf) - uitgeschakeld                                        |
|                   |               |           |                                                                                |
| Martina Konopova  | aerials (v)   | 21e       | kwalificatie: 21e - uitgeschakeld: 115,07 ptn (66,84 + 48,23)                  |
| Nikola Sudová     | moguls (v)    | 16e       | 19.41 ptn kwalificatie: 4e - 24.63 ptn                                         |
| Šárka Sudová      | moguls (v)    | 25e       | kwalificatie: 25e - uitgeschakeld: 18.55 ptn                                   |
| Tereza Vaculíková | moguls (v)    | 27e       | kwalificatie: 27e - uitgeschakeld: 1.50 ptn                                    |

dnf: niet gefinisht

### IJshockey
| Olympiër | Discipline | Resultaat   | Prestatie |
| --- | ---------- | ----------- | --- |
| Miroslav Blaťák Petr Čajánek Roman Červenka Patrik Eliáš Martin Erat Tomáš Fleischmann Martin Havlát Jan Hejda Jaromír Jágr Tomáš Kaberle David Krejčí Filip Kuba Pavel Kubina Milan Michálek Zbyněk Michálek Ondřej Pavelec Tomáš Plekanec Roman Polák Tomáš Rolinek Jakub Štěpánek Josef Vašíček Tomáš Vokoun Marek Židlický | mannen     | kwartfinale | Groep B: 3- 1 Slowakije 5- 2 Letland 2- 4 Rusland Kwalificatieronde: 3- 2 (nv) Letland Kwartfinale: 0- 2 Finland |

### Kunstrijden
| Olympiër                     | Discipline | Resultaat | Prestatie                                                                 |
| ---------------------------- | ---------- | --------- | ------------------------------------------------------------------------- |
| Michal Březina               | mannen     | 10e       | 216.73 (korte kür: 78.80, vrije kür: 137.93)                              |
| Tomáš Verner                 | mannen     | 19e       | 184.74 (korte kür: 65.32, vrije kür: 119.42)                              |
| Kamila Hájková David Vincour | ijsdansen  | 21e       | 133.81 (verplichte dans: 23.19, originele dans: 40.54, vrije dans: 70.08) |

### Langlaufen
| Olympiër                                                                 | Discipline              | Resultaat | Prestatie                                             |
| ------------------------------------------------------------------------ | ----------------------- | --------- | ----------------------------------------------------- |
| Lukáš Bauer                                                              | 15 km vrije stijl (m)   | Brons     | 34.12,0 (+35,7)                                       |
| Lukáš Bauer                                                              | 30 km achtervolging (m) | 7e        | 1:15.25,2 (+13,8)                                     |
| Lukáš Bauer                                                              | 50 km klassiek (m)      | 12e       | 2:05.49,4 (+13,9)                                     |
| Martin Jakš                                                              | 15 km vrije stijl (m)   | 29e       | 35.13,0 (+1.36,7)                                     |
| Martin Jakš                                                              | 30 km achtervolging (m) | 27e       | 1:17.58,2 (+2.46,8)                                   |
| Martin Koukal                                                            | 15 km vrije stijl (m)   | 18e       | 34.53,5 (+1.17,2)                                     |
| Martin Koukal                                                            | 30 km achtervolging (m) | dnf       | niet gefinisht                                        |
| Dušan Kožíšek                                                            | sprint (m)              | kw.       | kwalificatie: 3.42,45 (+7,88) 35e                     |
| Jiří Magál                                                               | 30 km achtervolging (m) | 38e       | 1:21.39,0 (+6.27,6)                                   |
| Jiří Magál                                                               | 50 km klassiek (m)      | 29e       | 2:10.22,7 (+4.47,2)                                   |
| Aleš Razym                                                               | sprint (m)              | kw.       | kwalificatie: 3.46,42 (+11,85) 44e                    |
| Milan Šperl                                                              | 15 km vrije stijl (m)   | 43e       | 35.46,4 (+2.10,1)                                     |
| Dušan Kožíšek Martin Koukal                                              | teamsprint (m)          | 6e        | halve finale-2: 18.43,1 (1e); finale: 19.13,8 (+12,8) |
| Team Tsjechië Martin Jakš Lukáš Bauer Jiří Magál Martin Koukal           | 4× 10 km (m)            | Brons     | 1:45.21,9 (+16,5) 28.22,4 27.36,4 24.34,8 24.48,3     |
|                                                                          |                         |           |                                                       |
| Ivana Janečková                                                          | 10 km vrije stijl (v)   | 33e       | 26.51,3 (+1.52,9)                                     |
| Ivana Janečková                                                          | 15 km achtervolging (v) | dns       | niet gestart                                          |
| Ivana Janečková                                                          | 30 km klassiek (v)      | 41e       | 1:40.13,6 (+9.39,9)                                   |
| Eva Nývltová                                                             | sprint (v)              | kw.       | kwalificatie: 3.51.37 (+13,32) 33e                    |
| Eva Nývltová                                                             | 10 km vrije stijl (v)   | 55e       | 28.04,1 (+3.05,7)                                     |
| Eva Nývltová                                                             | 15 km achtervolging (v) | 51e       | 44.52,8 (+4.54,7)                                     |
| Eva Nývltová                                                             | 30 km klassiek (v)      | 40e       | 1:38.40,1 (+8.06,4)                                   |
| Kamila Rajdová                                                           | 10 km vrije stijl (v)   | 25e       | 26.26,2 (+1.27,8)                                     |
| Kamila Rajdová                                                           | 15 km achtervolging (v) | 23e       | 42.26,5 (+2.28,4)                                     |
| Kamila Rajdová                                                           | 30 km klassiek (v)      | dns       | niet gestart                                          |
| Eva Skalníková                                                           | 30 km klassiek (v)      | 48e       | 1:44.47,8 (+14.04,1)                                  |
| Team Tsjechië Eva Nývltová Kamila Rajdová Ivana Janečková Eva Skalníková | 4× 5 km (v)             | 13e       | 59.11,2 (+3.51,7) 15.15,0 15.28,9 13.34,3 14.53,0     |

### Noordse combinatie
| Olympiër                                                   | Discipline                   | Resultaat | Prestatie                                                                             |
| ---------------------------------------------------------- | ---------------------------- | --------- | ------------------------------------------------------------------------------------- |
| Pavel Churavý                                              | gundersen normale schans (m) | 12e       | schansspringen: 99,0 m - 121,5 p (10e + 0.56) langlaufen: 26.28,7                     |
| Pavel Churavý                                              | gundersen grote schans (m)   | 5e        | schansspringen: 126,0 m - 114,0 p (8e + 0.52) langlaufen: 26.06,9                     |
| Miroslav Dvořák                                            | gundersen normale schans (m) | 39e       | schansspringen: 92,5 m - 105,5 p (39e + 2.00) langlaufen: 28.33,5                     |
| Miroslav Dvořák                                            | gundersen grote schans (m)   | 28e       | schansspringen: 107,5 m - 83,8 p (36e + 2.53) langlaufen: 28.29,7                     |
| Tomas Slavik                                               | gundersen normale schans (m) | 20e       | schansspringen: 96,5 m - 115,5 p (24e + 1.20) langlaufen: 26.56,8                     |
| Tomas Slavik                                               | gundersen grote schans (m)   | 25e       | schansspringen: 120,5 m - 104,7 p (18e + 1.29) langlaufen: 27.58,8                    |
| Ales Vodsedalek                                            | gundersen normale schans (m) | 44e       | schansspringen: 93,5 m - 108,5 p (35e + 1.48) langlaufen: 29.33,8                     |
| Ales Vodsedalek                                            | gundersen grote schans (m)   | 34e       | schansspringen: 119,5 m - 102,8 p (20e + 1.37) langlaufen: 29.06,8                    |
| Ales Vodsedalek Miroslav Dvořák Tomas Slavik Pavel Churavy | team (m)                     | 8e        | schansspringen: 109,0 / 110,5/ 113,3/ 124,5 = 457,3 p (8e + 1.06) langlaufen: 52.50,2 |

### Rodelen
| Olympiër                 | Discipline | Resultaat | Prestatie                                    |
| ------------------------ | ---------- | --------- | -------------------------------------------- |
| Ondřej Hyman             | mannen     | 25e       | 3.17,389 (49,284 / 49,346 / 49,512 / 49,247) |
| Jakub Hyman              | mannen     | 28e       | 3.17,801 (49,379 / 49,726 / 49,465 / 49,231) |
|                          |            |           |                                              |
| Luboš Jíra Matěj Kvíčala | dubbel     | 18e       | 1.24,663 (42,204 / 42,459)                   |

### Schaatsen
| Olympiër          | Discipline | Resultaat | Prestatie                |
| ----------------- | ---------- | --------- | ------------------------ |
| Karolína Erbanová | 500 m (v)  | 23e       | 78,686 (39,365 + 39,321) |
| Karolína Erbanová | 1000 m (v) | 12e       | 1.17,53                  |
| Karolína Erbanová | 1500 m (v) | 25e       | 2.02,01                  |
| Martina Sáblíková | 1500 m (v) | Brons     | 1.57,97                  |
| Martina Sáblíková | 3000 m (v) | Goud      | 4.02,53                  |
| Martina Sáblíková | 5000 m (v) | Goud      | 6.50,92                  |

### Schansspringen
| Olympiër                                                  | Discipline              | Resultaat | Prestatie |
| --------------------------------------------------------- | ----------------------- | --------- | --- |
| Martin Cikl                                               | grote schans ind. (m)   | 41e       | 78,4 p. (108 m en dnq) kwalificatie 29e — 114,3 p. (126,0 m) |
| Antonín Hájek                                             | normale schans ind. (m) | 21e       | 239,5 p. (98,5 m en 98,0 m) kwalificatie 4e — 134,5 p. (105,0 m) |
| Antonín Hájek                                             | grote schans ind. (m)   | 7e        | 240,6 p. (128,0 m en 129,0 m) kwalificatie 3e — 138 p. (137,5 m) |
| Lukas Hlava                                               | normale schans ind. (m) | 38e       | 108 p. (94 m en dnq) kwalificatie 37e — 112 p. (95,5 m) |
| Jakub Janda                                               | normale schans ind. (m) | 14e       | 250,5 p. (101,0 m en 99,5 m) kwalificatie 2e — 135,5 p. (105,0 m) |
| Jakub Janda                                               | grote schans ind. (m)   | 17e       | 221,4 p. (126,5 m en 121,5 m) kwalificatie 11e — 131,6 p. (134,5 m) |
| Roman Koudelka                                            | normale schans ind. (m) | 12e       | 252 p. (101,5 m en 100,5 m) kwalificatie 18e — 123,5 p. (100,0 m) |
| Roman Koudelka                                            | grote schans ind. (m)   | 23e       | 208,5 p. (117,5 m en 125,0 m) kwalificatie 27e — 117 p. (127,5 m) |
| Team Antonín Hájek Roman Koudelka Lukáš Hlava Jakub Janda | grote schans team (m)   | 7e        | 981,8 punten 121,2 p. (129,0 m.) + 134,0 p. (135,0 m.) 124,3 p. (131,0 m.) + 134,4 p. (135,5 m.) 112,5 p. (125,0 m.) + 114,3 p. (126,0 m.) 119,4 p. (128,0 m.) + 121,7 p. (129,0 m.) |

### Shorttrack
| Olympiër         | Discipline | Resultaat | Prestatie                                  |
| ---------------- | ---------- | --------- | ------------------------------------------ |
| Kateřina Novotná | 500 m (v)  | 12e       | vr3: 44,614 (2e), kf1: 44,438 (3e)         |
| Kateřina Novotná | 1000 m (v) | 28e       | vr2: 1.45,300 (4e)                         |
| Kateřina Novotná | 1500 m (v) | 19e       | vr2: 2.24,504 (3e), hf3: gediskwalificeerd |

### Snowboarden
| Olympiër          | Discipline               | Resultaat | Prestatie                                                                                        |
| ----------------- | ------------------------ | --------- | ------------------------------------------------------------------------------------------------ |
| Michal Novotný    | cross (m)                | 16e       | kwalificatie: 29e (1.24,23) achtste finale: 2e kwartfinale: 4e - uitgeschakeld                   |
| David Bakeš       | cross (m)                | 32e       | kwalificatie: 32e (1.26,05) achtste finale: 4e - uitgeschakeld                                   |
| Petr Šindelář     | parallelreuzenslalom (m) | 28e       | kwalificatie: 28e (1.37,77) - uitgeschakeld                                                      |
|                   |                          |           |                                                                                                  |
| Sarka Pancochova  | halfpipe (v)             | 14e       | kwalificatie: 17e; 28,1 ptn (15,4 en 28,1) halve finale: 34,4 ptn (34,4 en 24,9) - uitgeschakeld |
| Zuzana Doležalová | parallelreuzenslalom (v) | 22e       | kwalificatie: 22e (1.26,55) - uitgeschakeld                                                      |

Albanië · Algerije · Andorra · Argentinië · Armenië · Australië · Azerbeidzjan · België · Bermuda · Bosnië en Herzegovina · Brazilië · Bulgarije · Canada · Chili · China · Chinees Taipei · Colombia · Cyprus · Denemarken · Duitsland · Estland · Ethiopië · Finland · Frankrijk · Georgië · Ghana · Griekenland · Groot-Brittannië · Hongarije · Hongkong · Ierland · IJsland · India · Iran · Israël · Italië · Jamaica · Japan · Kaaimaneilanden · Kazachstan · Kirgizië · Kroatië · Letland · Libanon · Liechtenstein · Litouwen · Macedonië · Marokko · Mexico · Moldavië · Monaco · Mongolië · Montenegro · Nederland · Nepal · Nieuw-Zeeland · Noord-Korea · Noorwegen · Oekraïne · Oezbekistan · Oostenrijk · Pakistan · Peru · Polen · Portugal · Roemenië · Rusland · San Marino · Senegal · Servië · Slovenië · Slowakije · Spanje · Tadzjikistan · Tsjechië · Turkije · Verenigde Staten · Wit-Rusland · Zuid-Afrika · Zuid-Korea · Zweden · Zwitserland